# Il castello dalle porte di fuoco
Il castello dalle porte di fuoco è un film del 1970 diretto da José Luis Merino.

## Trama
Una bellissima giovane donna si reca in una remota tenuta per cercare lavoro come biochimica per il barone Janos Dalmar. Si trova attratta da lui, quindi si immerge nel suo lavoro per sopprimere i suoi desideri lussuriosi. Una serie di omicidi piuttosto brutali si verifica nella zona e presto scopre che il Barone non è quello che sembra. Non molto tempo dopo, il Barone si trasforma in un demone, e la bella giovane donna diventa la sua schiava d'amore.

## Produzione
Le riprese del film sono state realizzate in Italia, tra i Castelli di Montechiarugolo (Parma) e Grazzano Visconti (Piacenza).

## Distribuzione
Il film è stato distribuito nelle sale cinematografiche italiane dalla Garigliano Film dall'8 ottobre 1970; in Spagna è stato distribuito dalla Columbus nel dicembre 1972.